# مارگریت ماتایسه
مارگریت ماتایسه (انگلیسی: Margriet Matthijsse؛ زادهٔ ۱۶ آوریل ۱۹۷۷) قایقران اهل پادشاهی هلند است.